# Río Manavgat
El río Manavgat (en turco: Manavgat nehri) es un corto río costero de Turquía, que nace en las laderas orientales de los montes Tauro orientales en Turquía y desemboca en el golfo de  Antalya del mar Mediterráneo. Tiene una longitud de solamente 90 km.

## Geografía
El río  Manavgat fluye en dirección sursudoeste sobre un conglomerado de estratos y tras pasar la cascada de Manavgat —de 3-4 m de desnivel, a unos 3 km al norte de la ciudad homónima que le da nombre, Manavgat— sigue por la llanura costera y desemboca finalmente en el golfo de Antalya. Hay muchas cuevas en la zona de esta cuenca hidrográfica, siendo la más interesante la cueva de Altınbeşik.
El caudal máximo del río Manavgat es de 500 m³/s, con una media de 147 m³/segundo. Usando el caudal medio como medida, el río Manavgat aporta muy poca agua al Mediterráneo. Hay dos presas a lo largo del río: la presa de Oymapınar y la de Manavgat. Los estudios han demostrado que el agua en la cuenca del río Manavgat de su cuenca superficial y también de cuencas endorreicas, especialmente aquellas al este del río.
En 1992, La obra hidráulica estatal de Turquía (DSI) recibió el trabajo de desarrollar un proyecto de suministro de agua para el uso doméstico del río Manavgat.